# 79271 Bellagio
79271 Bellagio este un asteroid din centura principală de asteroizi.

## Descriere
79271 Bellagio este un asteroid din centura principală de asteroizi. A fost descoperit pe 28 septembrie 1995 la Sormano de Valter Giuliani și Graziano Ventre. Asteroidul prezintă o orbită caracterizată de o semiaxă mare de 2,23 ua, o excentricitate de 0,19 și o înclinație de 5,1° în raport cu ecliptica.